# Перла (Арканзас)
Перла (англ. Perla, Arkansas) — город, расположенный в округе Хот-Спринг (штат Арканзас, США) с населением в 115 человек по статистическим данным переписи 2000 года.

## География
По данным Бюро переписи населения США город Перла имеет общую площадь в 1,55 квадратных километров, водных ресурсов в черте населённого пункта не имеется.
Перла расположен на высоте 102 метров над уровнем моря.

## Демография
По данным переписи населения 2000 года в городе проживало 115 человек, 30 семей, насчитывалось 56 домашних хозяйств и 67 жилых домов. Средняя плотность населения составляла около 67,6 человек на один квадратный километр. Расовый состав города по данным переписи распределился следующим образом: 36,52 % белых, 63,48 % — чёрных или афроамериканцев.
Из 56 домашних хозяйств в 16,1 % — воспитывали детей в возрасте до 18 лет, 33,9 % представляли собой совместно проживающие супружеские пары, в 16,1 % семей женщины проживали без мужей, 46,4 % не имели семей. 42,9 % от общего числа семей на момент переписи жили самостоятельно, при этом 16,1 % составили одинокие пожилые люди в возрасте 65 лет и старше. Средний размер домашнего хозяйства составил 2,05 человек, а средний размер семьи — 2,87 человек.
Население города по возрастному диапазону по данным переписи 2000 года распределилось следующим образом: 18,3 % — жители младше 18 лет, 14,8 % — между 18 и 24 годами, 24,3 % — от 25 до 44 лет, 21,7 % — от 45 до 64 лет и 20,9 % — в возрасте 65 лет и старше. Средний возраст жителей составил 41 год. На каждые 100 женщин в Перле приходилось 88,5 мужчин, при этом на каждые сто женщин 18 лет и старше приходилось 91,8 мужчин также старше 18 лет.
Средний доход на одно домашнее хозяйство в городе составил 19 545 долларов США, а средний доход на одну семью — 25 625 долларов. При этом мужчины имели средний доход в 21 250 долларов США в год против 16 250 долларов среднегодового дохода у женщин. Доход на душу населения в городе составил 14 676 долларов в год. Все семьи города имели доход, превышающий уровень бедности, 22,9 % от всей численности населения находилось на момент переписи населения за чертой бедности, при этом 3,1 % из них были моложе 18 лет и — в возрасте 65 лет и старше.